# 胡安·内波穆塞诺·门德斯
胡安·内波穆塞诺·门德斯·桑切斯（西班牙語：Juan Nepomuceno Méndez Sánchez；1820年7月2日—1894年11月29日）是墨西哥軍官、政治人物，曾在1876年12月至1877年2月波菲里奧·迪亞斯因指揮作戰缺席期間擔任墨西哥臨時總統。1894年於墨西哥城去世。

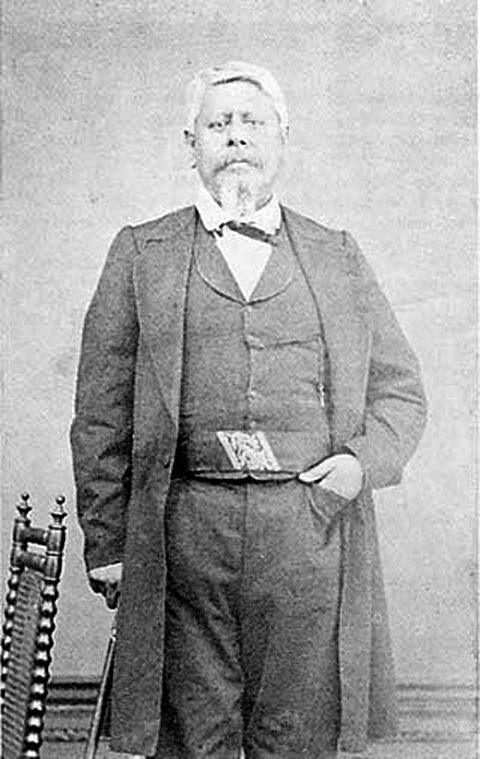
胡安·奈波穆塞諾·門德斯